# Le parole e le cose
Le parole e le cose è un libro di Michel Foucault, pubblicato per la prima volta in Francia da Gallimard nel 1966, con il titolo originale Les Mots et les Choses. Une archéologie des sciences humaines (Le parole e le cose. Un'archeologia delle scienze umane). Sia in quest'opera, sia ne L'archeologia del sapere, Foucault sviluppa la nozione di episteme.
Sembra che in principio Foucault preferisse il titolo L'Ordre des choses ("L'ordine delle cose"), prima di cambiarlo in quello attuale per accontentare il suo editore, Pierre Nora. Uno dei motivi per insistere sul titolo preferito — del resto successivamente utilizzato nella traduzione inglese, The Order of Things, e in quella tedesca, Die Ordnung der Dinge — sarebbe stato evitare la quasi omonimia con altri coevi scritti dello strutturalismo o della filosofia del linguaggio.
Foucault s'impegna a rintracciare le origini delle scienze umane, particolarmente, ma non esclusivamente, della psicologia e della sociologia.

## Contenuto del libro
Il libro si apre con una descrizione e un dettagliato commento del quadro Las Meninas, di Diego Velázquez e della complessa composizione delle sue linee di piano e dei suoi effetti nascosti. «Può essere che ci sia, in questo quadro di Vélasquez, come la rappresentazione della rappresentazione classica e la definizione dello spazio che essa offre», scrive Foucault.
Successivamente viene sviluppata l'idea principale dell'opera, secondo cui tutti i periodi della storia hanno posseduto certe sottese condizioni di verità, le quali fondavano ciò che era ritenuto accettabile, come, per esempio, il discorso scientifico. Foucault sostiene che queste condizioni di possibilità del discorso sono cambiate nel tempo, dall'episteme di un periodo ad un altro, in modo più o meno progressivo. Jean Piaget, in Lo strutturalismo, confronta l'episteme di Foucault con l'analoga nozione di paradigma propugnata da Thomas Kuhn. Foucault dimostra i parallelismi in tre campi, linguistica, biologia ed economia.

Foucault indica queste "condizioni del discorso" utilizzando il termine "episteme", etimologicamente vicino alla nozione di epistemologia. Foucault analizza qui le diverse trasformazioni delle scienze. Quelle del linguaggio: la grammatica generale evolve in linguistica; quelle della vita: la storia naturale, che si orienta verso la biologia. La "scienza delle ricchezze", che corrisponde a una mutazione dell'episteme da cui nasce l'economia moderna. La nozione di episteme non va confusa con quella di Weltanschauung (concezione del mondo), sostenuta da Dilthey ed espressamente avversata da Foucault.

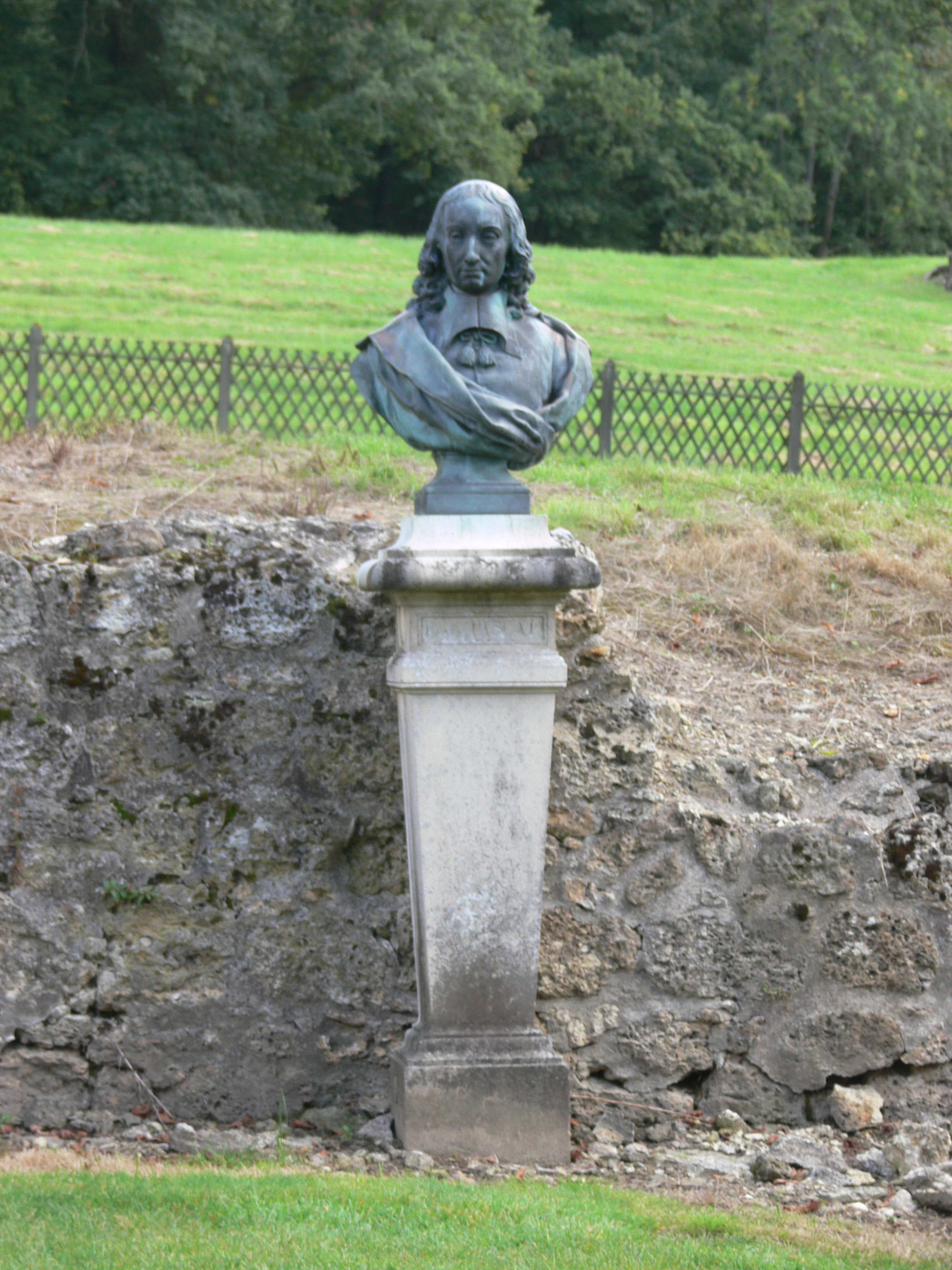
Busto di Pascal a Port-Royal des Champs.

Michel Foucault enuncia tre accezioni di "episteme":
1. l'episteme del Rinascimento del XVI secolo, che sarà l'età della somiglianza e della similitudine;
2. l'episteme classica, che sarà l'età della rappresentazione, dell'ordine dell'identità e della differenza (che non si può emendare esattamente per il divario che ci separa);
3. l'episteme moderna (cui apparteniamo, e al cui riguardo per Foucault si tratta di farvi riferimento alla ricerca dei suoi limiti, delle sue soglie) che si identifica con il problema centrale del libro.

L'episteme del sedicesimo secolo è oggetto del secondo capitolo, ed è anche l'analisi più breve; l'episteme classica è discussa in tutto il resto della prima parte e l'episteme moderna nella seconda.
Durante l'"età classica", la rappresentazione (idea) non è necessariamente connessa con gli oggetti esterni, pur essendo indispensabile per la loro "vera" conoscenza. La rappresentazione e l'oggetto non hanno alcunché in comune (somiglianza, proprietà fisiche), ma condividono la "struttura astratta", come, per esempio, la mappa di un territorio. Cartesio distingue tra la "realtà formale" e "realtà oggettiva" delle idee-rappresentazioni: la prima costituisce l'aspetto  "concreto", materiale; il secondo quello astratto, che è il più importante. Le "idee chiare e distinte", sono delle rappresentazioni del tutto peculiari, poiché sono accessibili solo all'intuizione intellettuale e sono "vere" perché più "certe" di quelle sensibili. Inoltre, le idee certe sono indipendenti dagli oggetti (il pensiero potrebbe esistere anche se non esistesse alcun'altra cosa).
Tramite la disamina del cogito di Cartesio, Foucault spiega perché esso costituisca una certezza indubitabile all'interno dell'episteme classica, ma non all'interno dell'episteme moderna. Ci sono due possibili modalità di messa in discussione della forza del cogito. La prima è suggerire che il soggetto (il sé pensante, l'Io) che Descartes ritiene esista necessariamente nell'atto di pensare, sia qualcosa di più del semplice atto di rappresentare oggetti; quindi non possiamo passare automaticamente dalla rappresentazione al soggetto rappresentante. Ma per l'età classica questo non ha senso, poiché il pensiero è rappresentazione. Una seconda critica sarebbe che il "sé" come rappresentante potrebbe non essere "realmente reale" ma semplicemente il "prodotto di" (costituito da) una mente che è reale in un senso più pieno. Ma questa obiezione vale solo se possiamo pensare a questa mente "più reale" come avente il sé come oggetto in un senso diverso da quello di rappresentarlo, altrimenti non sussisterebbe alcuna ragione per dire che il sé come rappresentante sia "meno reale". Ma, ancora una volta, questo è proprio ciò che non può essere pensato in termini "classici".
Con Kant, secondo Foucault, avviene una vera e propria rivoluzione, perché le rappresentazioni, pur non essendo una copia delle cose in sé, sono l'unica via di accesso alla conoscenza "scientifica", che è l'unico tipo di conoscenza, per Kant. Il problema è rappresentato dal fatto che la conoscenza "oggettiva" non è più possibile nel senso "classico", perché gli oggetti, pur esistendo, diventano inaccessibili al soggetto conoscente. Quest'ultimo diventa trascendentale, nel senso che non si trova al di là o al di fuori del mondo dell'esperienza e della storia umana, bensì diventa l'insieme delle condizioni di possibilità del sapere. Con Herder e, poi, con l'idealismo tedesco, il soggetto diventa il creatore del reale, rispettivamente grazie al linguaggio e al pensiero.
Dopo Kant, dunque, il linguaggio diventa "autonomo" rispetto alla realtà oggettiva, mentre nel Rinascimento rimaneva ancorato alla divinità. Alla domanda di Nietzsche: "Chi parla?", Mallarmé, suo contemporaneo, risponderà: "Il linguaggio stesso".
Per il passaggio da quella che Foucault considera l'età classica (XVII secolo) al XX secolo, il filosofo francese identifica alcuni pensatori o testi che sono stati determinanti nella genesi dell'episteme moderna, tra cui, in ordine cronologico:
- La Logica di Port-Royal (pubblicata nel 1662), riflessione sulla logica, la grammatica, la sintassi cui parteciparono anche Cartesio e Pascal
- Adam Smith ed il suo La ricchezza delle nazioni
- Destutt de Tracy (verso il 1800).

Ancor più importante del linguaggio è la questione della "nascita dell'uomo". Il punto più importante riguardo a quest'ultimo, è che si tratta di un concetto epistemologico. L'uomo, dice Foucault, non esisteva durante l'età classica (o prima). Ciò non è dovuto al fatto che non esistesse un'idea degli esseri umani come specie o della natura umana come realtà psicologica, morale o politica. Piuttosto, "non esisteva una coscienza epistemologica dell'uomo in quanto tale". Nell'età classica l'uomo non c'era poiché i "classici" lo avevano sacrificato alla rappresentazione e non pensavano il "riferimento perpetuo del cogito dell'impensato", cosa che invece fa Kant nella Critica della ragion pura.

## Specificità dell'opera

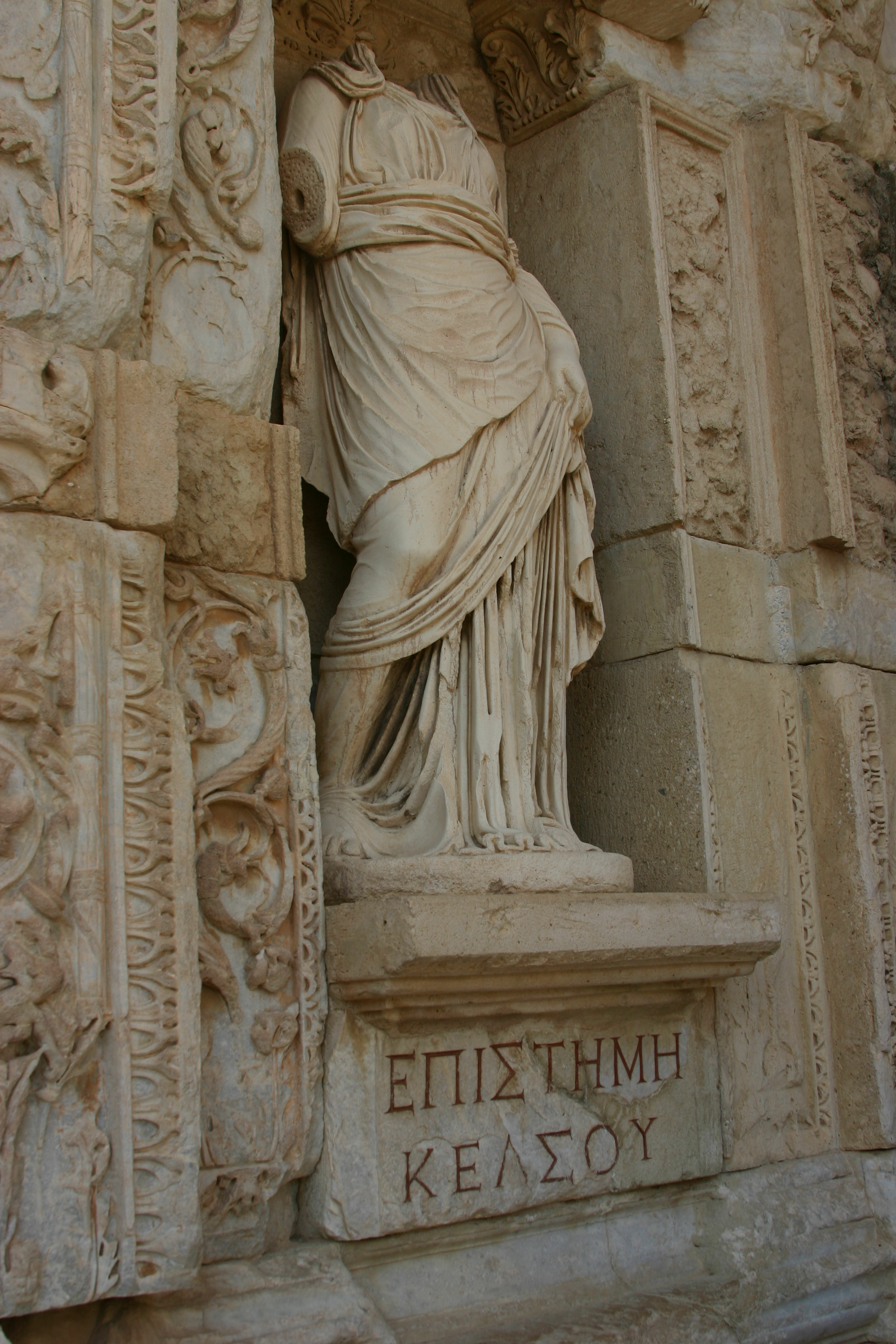
Statua di Episteme (personificazione allegorica della conoscenza) presso la biblioteca di Celso.

Per percepire l'episteme, scrive Georges Canguilhem a proposito di Foucault, è stato necessario «uscire da una scienza e da una storia della scienza: sfidare la specializzazione degli specialisti e tentare di divenire non uno specialista della generalità, ma uno specialista dell'inter-regionalità». Non si tratta assolutamente per Foucault di categorizzare semplicemente periodi storici, l'episteme non è — per una data epoca — una sorta di grande teoria sottesa. Non è "la somma delle sue conoscenze o lo stile delle ricerche", bensì «lo scarto, le distanze, le opposizioni, le differenze […] è uno spazio della dispersione, è un campo aperto e senza dubbio indefinitamente descrivibile di relazioni». 
Per comprendere l'episteme foucaldiana bisogna uscire da un pensiero della storia che "prenderà tutte le scienze in una grande ondata".
L'episteme non è, paradossalmente, un oggetto in cui possa dispiegarsi l'epistemologia, è prima di tutto, e nel suo stesso sviluppo, il motivo per cui uno statuto del discorso è ricercato lungo tutto Le parole e le cose. L'oggetto è ciò che ci dice chi ci parla. L'episteme si confronta dunque con la storia delle idee, con la storia delle scienze, è l'oggetto e il risultato di un'elaborazione concettuale dove "l'archeologia" rimpiazza "la Storia". 

È a partire da questo concetto di episteme, e dal suo rapporto con l'archeologia, che Foucault si afferma come il pensatore della discontinuità storica, pensatore della rottura. Certamente Foucault rifiuta nettamente tutta la storia continua, progressiva, ma il suo lavoro non consiste nell'opporsi alla storia delle scienze, delle idee (anche se queste ultime devono essere relativizzate e criticate), si tratta piuttosto per Foucault di tentare di farsi da parte, di rischiare il suo pensiero introducendo il significato per la coscienza stessa del distacco che si può percepire dal nostro proprio pensiero. Foucault definisce d'altronde il lavoro come «ciò che è suscettibile d'introdurre una differenza significativa nel campo del sapere, al prezzo di una certa pena per l'autore e per il lettore, e con l'eventuale ricompensa di un certo piacere, vale a dire di un accesso ad un'altra figura della verità».

Il sottotitolo de Le parole e le cose è "un'archeologia delle scienze umane". 
Foucault prefigura che l'originalità della sua analisi indisponga «quelli che preferiscono negare che il discorso sia una pratica complessa e differenziata, obbediente a delle regole e a delle trasformazioni analizzabili, piuttosto che essere privati di quella comoda certezza, di poter cambiare se non il mondo, se non la vita, almeno il loro "significato" grazie alla freschezza di una parola che non verrà se non da loro stessi».
Ad esempio, in biologia «l'evoluzionismo è una teoria biologica le cui condizioni di possibilità risiedono in una biologia senza evoluzione — quella di Cuvier». Come Foucault fa di Ricardo la condizione di possibilità dell'opera di Marx, ugualmente fa di Cuvier la condizione di possibilità dell'opera di Darwin (ancorché Foucault risenta di un certo "disagio" di fronte a questa caratterizzazione esemplare di "autori", preferirà, nel 1970, parlare di "trasformazione Cuvier" o di "trasformazione Ricardo", poiché non è l'"opera" di questi autori che egli cerca di valorizzare, ma le trasformazioni che hanno luogo in una data epoca). 

La riconciliazione di questo concetto con il concetto di struttura, tale che ne scaturisca lo strutturalismo non è del tutto pertinente.
Le strutture postulano una trasformazione e un'invariante. Le differenti epistemi che Foucault identifica si giustappongono secondo certe "discontinuità enigmatiche". Jean Piaget rileva che la loro "emergenza contingente" è in contraddizione con l'idea di struttura.

## Accoglienza critica e reazioni
La critica di Foucault ha avuto rilevante influenza nel campo della storia culturale. I vari mutamenti di consapevolezza che egli delinea nei primi capitoli del libro hanno condotto vari studiosi, come Theodore Porter, a scandagliare le basi della conoscenza del nostro tempo e anche a criticare la proiezione di categorie di conoscenza moderne su argomenti che rimangono intrinsecamente inintelligibili, a dispetto della conoscenza storica.
Le parole e le cose portò Foucault a una posizione di eminenza nel panorama intellettuale francese. L'opera, pubblicata lo stesso anno degli Écrits di Jacques Lacan e di Critique et vérité di Roland Barthes, sembra, agli occhi dei lettori contemporanei, partecipare al movimento strutturalista, benché Foucault negasse di appartenervi. Il testo ha venduto 20 000 copie il primo anno, e più di 110 000 nei successivi vent'anni. Pubblicata nella raccolta Tel dal 1990, l'opera continua a vendere 5000 copie l'anno, secondo l'editore.
Una recensione di Jean-Paul Sartre attaccò Foucault definendolo "l'ultima barricata della borghesia". Foucault replicò «povera borghesia, se ha bisogno di me quale 'barricata', ha già perduto il potere!» Un anno dopo la pubblicazione dell'opera di Louis Althusser intitolata Pour Marx - che aveva messo in dubbio il ruolo dell'uomo nella storia - le ultime parole di Foucault in Le parole e le cose: 
 suscitarono una controversia a proposito di un presunto "antiumanesimo teorico" di Foucault. Anche Jean Lacroix commenta il libro in un articolo di Le Monde dal titolo "Fine dell'umanesimo". Gilles Deleuze intitola, dal canto suo, il suo articolo su Le Nouvel Observateur, del 1º giugno del 1966, intitolato "L'uomo, un'esistenza dubbia", nel quale afferma che, commentando Foucault: «Dall'età classica a quella moderna, noi procediamo da uno stato in cui l'uomo non esiste ancora a uno stato in cui l'uomo è già scomparso», mentre Georges Canguilhem sceglie come titolo per il proprio articolo, un anno dopo sulla rivista Critique: "Morte dell'uomo o estinzione del cogito?". Pertanto, secondo Foucault, la componente "critica" presente nelle scienze umane sembra di fatto avere poco in comune con la critica dell'umanesimo in quanto tale, come indica per esempio il testo sull'opuscolo di Kant, Risposta alla domanda: che cos'è l'Illuminismo?.
La nozione di episteme ha posto dei problemi e prodotto dei malintesi. Foucault, in un'intervista del 1972, precisa: «ciò che ne Le parole e le cose ho chiamato "episteme" non ha niente a che vedere con le categorie storiche. Io intendo tutti i rapporti che sono esistiti in una certa epoca nei diversi domini della scienza. [...] Sono tutti questi fenomeni di rapporto fra le scienze o fra i diversi discorsi nei diversi settori scientifici che costituiscono ciò che io chiamo l'episteme di un'epoca». L'identificazione dell'episteme di un'epoca, non è una categorizzazione storica e progressiva degli oggetti di un sapere di un dato periodo, ma la messa in prospettiva archeologica (e critica) del divario stesso che si è potuto assegnare nelle proprie strutture di pensiero, prese esse stesse in una rete impercettibile di vincoli, legata all'episteme cui noi apparteniamo, con un'episteme anteriore (nel caso specifico l'episteme classica), in cui diventa impossibile riconoscere come la disposizione generale dei saperi abbia subito «discontinuità enigmatiche», che Foucault qualifica come "mutazione", "evento radicale", "ritardo infimo ma essenziale". Nella prefazione a Le parole e le cose, Foucault spiega:  «Ciò che si offre all'analisi archeologica è tutto il sapere classico, o piuttosto "questa soglia che ci separa dal pensiero classico e costituisce la nostra modernità." È su questa soglia che è apparsa per la prima volta questa strana figura di sapere chiamata "uomo", e che ha aperto uno spazio proprio alle scienze umane».

Canguilhem, ad appena un anno dalla pubblicazione, commenta così il libro: 

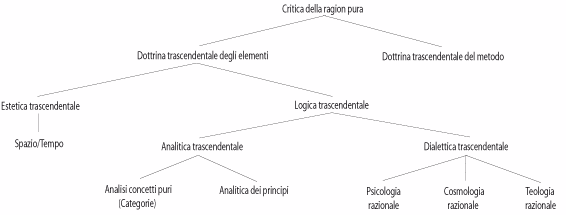
Uno schema rappresentante la Critica della ragion pura in relazione alle altre branche dello scibile.

«Designando con il nome generale di antropologia l'insieme di queste scienze che si sono costituite nel XIX secolo, non come un'eredità del XVIII, ma come un "evento nell'ordine del sapere", Foucault chiama allora "sonno antropologico" la «tranquilla sicurezza con cui i promotori attuali delle scienze umane assumono che sia concesso come oggetto ( [...] ) ciò che non è stato in principio che il loro progetto costitutivo [...] Le parole e le cose è per le scienze dell'uomo ciò che la Critica della ragion pura è stata per le scienze della natura».

È a partire da queste «contro-scienze» umane, vale a dire la psicanalisi, l'etnologia e la linguistica, ma anche a partire dalla letteratura, che Foucault elabora il suo pensiero.

## Edizione italiana
In italiano, il libro è uscito nella traduzione di Emilio Panaitescu, con il saggio critico "Morte dell'uomo o estinzione del cogito?" di Georges Canguilhem - pubblicato precedentemente dalla rivista Critique - presso Rizzoli nel 1967 e in numerose ristampe successive.